# Штроп, Юрген
Юрген Штроп (нем. Jürgen Stroop, до мая 1941 носил имя Йозеф; 26 сентября 1895, Детмольд — 6 марта 1952, Варшава) — группенфюрер СС, генерал-лейтенант полиции (9 ноября 1943) и генерал-лейтенант войск СС (1 октября 1944). Один из руководителей подавления восстания в Варшавском гетто.

## Биография
Из католической семьи среднего достатка. Участник Первой мировой войны, вице-фельдфебель. 7 июля 1932 года вступил в НСДАП (билет № 1 292 297), а позже в СС (билет № 44 611), где начался его быстрый карьерный рост.
Принимал участие в карательных операциях против советских партизан. В апреле 1943 года по решению Гиммлера сменил оберфюрера Фердинанда фон Заммерн-Франкенегга на посту руководителя СС и полиции в Варшаве. Возглавлял операцию по подавлению восстания в Варшавском гетто. Автор рапорта «Варшавского гетто больше не существует». С 8 сентября по 4 октября 1943 года был руководителем СС в Греции.
В 1947 году американский трибунал в Дахау приговорил Штропа к смертной казни за расстрелы пленных американских лётчиков. После передачи польским властям снова был приговорён к смертной казни.
Находясь в камере смертников, Штроп был исключительно откровенен с сокамерниками, многое рассказывал о подавлении Восстания в Варшавском гетто, о своём участии в этих событиях, и не раскаивался. Активист Армии Крайовой Казимеж Мочарский, также находившийся вместе с ним в камере смертников, позднее был помилован и издал книгу с записью рассказов Штропа под названием «Беседы с палачом».
Повешен в Варшаве 6 марта 1952 года.